# ایوان بیلیوسوک
ایوان بیلیوسوک (انگلیسی: Ivan Bilosiuk؛ زادهٔ ۱۸ ژانویهٔ ۱۹۸۴) ورزشکار اسکی صحرانوردی اهل اوکراین است. وی همچنین جزو اسکی‌بازان اسکی صحرانوردی در بازی‌های المپیک زمستانی ۲۰۰۶ بوده‌است.